# Marie-Laurence Jungfleisch
Marie-Laurence Jungfleisch (Pariz, 10. srpnja 1990. - ) je njemačka atletičarka i skakačica u vis. Francuskog je podrijetla, jer je njezin otac Francuz s Martinika, ali joj je majka Njemica. Stoga se s tri godine preselila u Freiburg, pa otada ima njemačko državljanstvo. Svoj osobni rekord na otvorenom postavila je na Svjetskom prvenstvu u Pekingu 2015., a u dvorani 1,90 na Svjetskom dvoranskom prvenstvu u Sopotu 2013.